# Erviks kyrka
Erviks kyrka (norska: Ervik kirke) är en kyrkobyggnad som ligger i byn Ervik på halvön Stad i Stads kommun i Vestland fylke i västra Norge.

## Kyrkobyggnaden
Kyrkan uppfördes 1970 efter ritningar av arkitekterna Arnstein Arneberg och Olav Platou. Från början var den ett kapell, men år 1997 fick den status som kyrka när Ervik blev en egen socken. Kyrkan uppfördes till minne av fartyget SS Sanct Svithun som trafikerade Hurtigruten men som bombades 30 september 1943 av brittiskt bombflyg. I kyrkorummet finns 180 sittplatser.
I Ervik har en begravningsplats funnits sedan år 1550.

## Inventarier
- Altartavlan  är utförd 1979 av Kalla Skrøvseth.
- I kyrktornet hänger Sanct Svithuns skeppsklocka tillsammans med en kyrkklocka som är tillverkad år 1844.